# In God We Trust, Inc.

In God We Trust, Inc. est un EP de punk hardcore des Dead Kennedys sorti en 1981,, et le premier disque du groupe avec le batteur D.H. Peligro. Les propos du disque attaquent aussi bien la religion organisée (le titre lui-même In God We Trust, inc. pourrait se traduire par "Nous croyons en dieu, entreprise nom déposé") que les néo-nazis, le pesticide Kepone ou l’indifférence du gouvernement qui a aggravé les effets des catastrophes de la maladie de Minamata. In God We Trust, Inc. est également le premier disque de Dead Kennedys publié après l'élection présidentielle de Ronald Reagan. Il contient les premières références du groupe à Reagan, pour lesquelles ils — et le punk hardcore en tant que tel — deviendront célèbres.

## Contexte

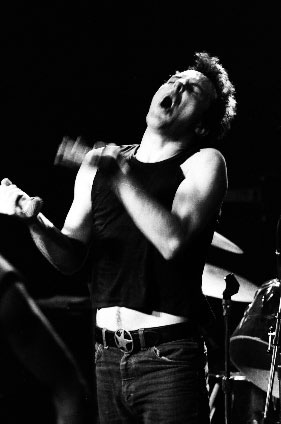
Jello Biafra, chanteur de Dead Kennedys

En 1980 et 1981, la scène punk américaine a vu affluer 7 EP de Dischord Records à Washington DC, issus de groupes comme Minor Threat et Teen Idles. Ces petits disques au tempo rapide contiennent chacun jusqu'à 10 chansons et contribuent à définir le genre du punk hardcore des années 1980.
En voulant rendre hommage à cette forme plus rapide de punk rock et mettre en valeur les talents de leur nouveau batteur DH Peligro, les Dead Kennedys ont rassemblé de nouveaux morceaux et enregistré de nouveau quelques chansons déjà entendues lors de leur démo de 1978 et lors de leurs premiers concerts. Ces chansons sont devenues la base de In God We Trust, Inc. En conservant le style brutal de "D.C. hardcore", des morceaux de bande annonçant le numéro de prise et comprenant des clics et des compteurs de baguette de batterie précédent de nombreuses chansons du disque.
" and "" were on a single packaged with an anti-fascist armband. ""

## Chansons
Une grande partie des chansons de l'EP a été composée plus tôt dans la carrière des Dead Kennedys. Le second guitariste 6025, qui avait quitté le groupe en 1979, a écrit le titre principal, "Religious Vomit". La chanson "Kepone Factory" est une refonte de "Kepone Kids", qui figurait sur la cassette de démo du groupe en 1978. Des versions alternatives de "Moral Majority" et "Nazi Punks Fuck Off" étaient dans un seul paquet emballé avec un brassard anti-fasciste. "We've Got a Bigger Problem Now" est une version réécrite du premier single du groupe, "California Über Alles". Auparavant, le groupe avait retouché la chanson sur le président nouvellement élu, Ronald Reagan, et y avait ajouté un élément de musique lounge contrastant avec la musique punk hardcore rythmée par le reste du disque. L'EP se termine avec une reprise du thème de l’émission de télévision des années 1960 Rawhide.

## Enregistrement
Les Dead Kennedys sont entrés dans les minuscules studios Subterranean pour enregistrer huit chansons le 19 juin 1981. Tous les morceaux ont été enregistrés en direct sans "overdub" sur une bande de ½ "8 pistes et avec le groupe déterminant quelques arrangements des chansons entre les prises.
La session a été enregistrée sur vidéo par Joe Rees de Target Video avec Mike Fox, l’ingénieur du son, envoyant le mélange approximatif au flux vidéo. Lorsque le groupe a pris les pistes pour mixer, il a découvert que la bande magnétique utilisée pour l'enregistrement était défectueuse. La surface en oxyde de la bande a commencé à se décoller pendant la lecture, détruisant ainsi les enregistrements. Le groupe a ensuite ré-enregistré les huit chansons le 22 août chez Mobius Music, et ces enregistrements ont été publiés sur le EP.
Des années plus tard, des techniques de restauration améliorées ont permis de récupérer cinq pistes à partir des bandes master des sessions Subterranean antérieures. Ceux-ci, ainsi que les mélanges vidéo approximatifs des trois chansons restantes, apparaissent sur le DVD The Lost Tapes.

## Illustration et sorties discographiques
La pochette de l'album représente un Jésus d'or crucifié sur une croix de billets d'un dollar, avec un fond en métal brillant. Le groupe a lancé le disque en 1981, à l’international, sous leur propre label Alternative Tentacles, en partenariat avec divers autres labels indépendants en Amérique du Nord, en Europe, en Australie et en Nouvelle-Zélande. La face A de la version originale en vinyle comprenait les pistes 1 à 5 et les pistes de la face B 6 à 8.
La version cassette originale compilait les 8 morceaux de la face A et la face B laissée intentionnellement dépourvue de son. Sur la deuxième face de la cassette se trouvait l'explication suivante: "L'enregistrement à domicile tue les bénéfices de l'industrie du disque! Nous avons laissé ce côté vierge pour que vous puissiez aider."
In God We Trust, Inc. est apparu pour la première fois sur disque compact en 1985 en tant que bonus ajouté au LP de 1982 de Dead Kennedys Plastic Surgery Disasters.

## Liste des morceaux
Tous les morceaux sont écrits par Jello Biafra, à l'exception des notes.
| No             | Titre                            | Auteurs                            | Durée |
| -------------- | -------------------------------- | ---------------------------------- | ----- |
| 1.             | "Religious Vomit"                | 6025                               | 1:04  |
| 2.             | "Moral Majority"                 |                                    | 1:55  |
| 3.             | "Hyperactive Child"              |                                    | 0:37  |
| 4.             | "Kepone Factory"                 |                                    | 1:18  |
| 5.             | "Dog Bite"                       | Klaus Flouride                     | 1:13  |
| 6.             | "Nazi Punks Fuck Off"            |                                    | 1:03  |
| 7.             | "We've Got a Bigger Problem Now" |                                    | 4:29  |
| 8.             | "Rawhide"                        | Ned Washington and Dimitri Tiomkin | 2:11  |
| Durée totale : | Durée totale :                   | Durée totale :                     | 13:54 |

## Personnel
- Jello Biafra – chant, artwork
- East Bay Ray – guitare, chœurs, producteur
- Klaus Flouride – basse, chœurs
- D.H. Peligro – batterie
- Ninotchka – chœurs
- Annette Olesen– chœurs
- HyJean – chœurs
- Darvon – chœurs
- Siobhan – chœurs
- Norm – producteur, mixage
- Oliver Dicicco – ingénieur du son
- Annette Olesen-- 2e ingénieur du son
- Winston Smith – artwork